# A3 Basket
A3 Basket (till 2018/19 UDOMiNATE Basket) är lagnamnet på en basketklubb i Umeå som spelar i Basketligan Dam och som grundades våren 2012.

## Historik
Laget bildades ursprungligen från en utbrytning ur basketsektionen ur klubben Sandåkerns SK 1976 och hette inledningsvis IF Cometerna. Säsongen 1981/1982 gick laget för första gången upp i elitserien som var den högsta divisionen i basket för damer. Innan KFUM Umeå tog över laget så hette laget Umeå Comets och spelade 1985–1992 i Sveriges högstadivision i basket för damer, och sedan i början av 2000-talet i Damligan. Under säsongen 2011/2012 drev KFUM Umeå laget KFUM Umeå Comets basket i Basketligan Dam. 
Klubbens plats övertogs av den nya föreningen Umeå Basketbollklubb med lagnamnet UDOMiNATE Basket våren 2012 då KFUM Umeå beslutade att inte längre bedriva dambasket i högsta serien. Inför säsongen 2018/19 bytte laget namn till A3 Basket efter sin nya sponsor A3.

## SM-finaler
- 2014/2015: Northland Basket Luleå–Udominate 3–1[3]

- 2015/2016: Luleå BBK–Udominate 3–2[4]

- 2016/2017: Luleå BBK–Udominate 3–2

- 2017/2018: Luleå BBK–Udominate 3–1[5]
- 2018/2019: A3 Basket–Högsbo 3–1[6]

## Utmärkelser
Årets Damlag 

## Spelare (nuvarande och tidigare)

### Spelare som även spelat (eller spelar) i landslaget
- Agnes Nordström
- Emilia Stocklassa

- Frida Aili, som återvände till Udominate i januari 2015 efter en sejour i tjeckiska Brno.[7]

- Klaudia Lukacovicova
- Josefin Vesterberg
- Martina Stålvant

### Övriga spelare
- Tiffany Brown
- Jessica Nilsson
- Jeannie Saunders
- Josefine Loob
- Sofia Jakobsson
- Malin Jonsson
- Crystal Murtaugh
- Jenny Lidgren
- Hayet Nefatti
- Eva Pavlovska
- Inga Borodavko
- Pamela Rosanio
- Jenny Aronsson
- Rebecca Ludvigsson
- Kristina Nybom

## Källhänvisningar
1. ↑  Henrik Schöldström (2013-03-21): "Udominate är Årets lyft i Basketligan dam". Idrottonline.se. Läst 27 november 2014.
2. ↑  https://www.aftonbladet.se/sportbladet/a/l1bbnk/udominate-byter-namn-till-a3-basket
3. ↑  ”Northland försvarade SM-guldet”. Sveriges Radio. 23 april 2015. http://sverigesradio.se/sida/gruppsida.aspx?programid=179&grupp=8510&artikel=6149623. Läst 27 november 2017.
4. ↑  ”Luleå tog tredje raka SM-guldet”. SvT Sport. 28 april 2016. https://www.svt.se/sport/basket/sm-final-mellan-lulea-och-umea/. Läst 27 november 2017.
5. ↑  http://basketligandam.se/lulea-basket-ar-svenska-mastare-2018/
6. ↑  Carl Sköldbäck, Pelle Nyström, Petter Öhrling (1 maj 2019). ”Umeå tog historiskt SM-guld: ”Förbannelsen bruten””. SVT Sport. https://www.svt.se/sport/basket/hogsbo-umea. Läst 2 maj 2019.
7. ↑  Lönestrul gör att Aili vänder hemåt Artikel i Basketsverige.se (läst 1 mars 2015)